# Charaxes lutacea
Charaxes lutacea är en fjärilsart som beskrevs av Rothschild 1900. Charaxes lutacea ingår i släktet Charaxes och familjen praktfjärilar. Inga underarter finns listade i Catalogue of Life.